# Polska Ludowa-Organizacja Ludu Pracującego
„Polska Ludowa” - Organizacja Ludu Pracującego (PL-OLP) – jednolitofrontowa grupa konspiracyjna utworzona w Krakowie 31 grudnia 1939 r. Utrzymywała kontakty z byłymi działaczami KPP, ZNMS oraz lewicy ZNP, skupiała radykalnych ludowców i członków Klubu Demokratycznego. Swoim zasięgiem objęła województwo krakowskie. Początkowo wydawała pismo „R”, potem  „Polska Ludowa”. Czołowi działacze: Ignacy Fik, Mieczysław Lewiński, Pelagia Lewińska, Tadeusz Pilc, Julian Topolnicki, Emil Dziedzic, Tadeusz Lorenc, Andrzej Burda. Wiosną 1942 roku weszła w skład Polskiej Partii Robotniczej. 
Literacki obraz grupy przedstawił Tadeusz Hołuj w powieści „Osoba” (1974).